# Prima faida di Scampia
La Prima faida di Scampia (anche faida di Secondigliano) è stata una guerra di camorra combattuta soprattutto nel quartiere napoletano di Scampia, che ha coinvolto una serie di clan napoletani: da una parte i Di Lauro di via Cupa dell'Arco a Secondigliano (capeggiati da Cosimo Di Lauro), dall'altra la frangia dei cosiddetti "Scissionisti", anche detti "gli spagnoli" (perché aventi base operativa in Spagna), gruppo nato da una costola degli stessi Di Lauro (capeggiati da Raffaele Amato).
La guerra ha poi coinvolto altri clan e sottogruppi, tra cui gli Abbinante di Marano, le famiglie referenti di Melito di Napoli, i Pariante di Bacoli e i Ferone di Casavatore. Oltre che a Scampia, la guerra si è svolta anche nei quartieri di Secondigliano e Miano e nei comuni di Melito di Napoli, Mugnano di Napoli, Marano di Napoli, Giugliano in Campania, Bacoli, Casavatore e Arzano. Le cause principali che hanno scatenato il conflitto possono essere ricondotte al controllo del territorio, controllo delle attività illecite a nord di Napoli e vendette di natura personale.

## Antefatti
Alla fine degli anni novanta, Paolo Di Lauro è un boss di portata internazionale; gestisce un enorme traffico di stupefacenti (eroina, cocaina, marijuana, hashish e droghe sintetiche) che attraversa un'immensa area geografica e che ha come capitale proprio il quartiere di Secondigliano, affiancato nell'attività dai vicini comuni di Melito, Casavatore e Mugnano. Già nel 1999, dunque cinque anni prima che la faida esplodesse in tutta la sua drammaticità, c'erano però stati forti contrasti all'interno dei sottogruppi criminali per il controllo del traffico di droga a Scampia e Secondigliano. A creare tensione era stato l'arresto di un corriere del Rione Monterosa che il sottogruppo egemone riteneva frutto di una soffiata da parte di un sottogruppo rivale.
Nel 2002 è il provvedimento restrittivo nei confronti del boss Paolo Di Lauro a creare altre tensioni nell'organizzazione, in quanto al vertice della piramide subentrano i figli Vincenzo (Napoli, 19 luglio 1975), Ciro (Napoli, 29 maggio 1978), Marco (Napoli, 16 giugno 1980) e soprattutto Cosimo Di Lauro (Napoli, 8 dicembre 1973-Opera, 13 giugno 2022), che cominciano a ringiovanire il parco dei capi-piazza con personale a loro fidato. La guerra nasce al ritorno a Napoli di Raffaele Amato, ex fedelissimo dei Di Lauro che si era allontanato dall'Italia (rifugiandosi in Spagna, da qui il soprannome degli scissionisti, definiti in modo sprezzante dai rivali "gli spagnoli") dopo essere stato accusato dai figli di Paolo Di Lauro di essersi impossessato di somme di danaro dell'organizzazione. Al suo rientro Amato si allea con alcuni componenti del clan che non erano soddisfatti delle iniziative prese dai figli di "Ciruzzo 'o milionario".
Queste contrapposizioni sarebbero all'origine della lunga serie di omicidi che avvengono a cadenza quasi quotidiana da ottobre 2004 fino a febbraio 2005 ad ogni ora del giorno tra la folla. Tra le file degli scissionisti troviamo Cesare Pagano (Napoli, 22 ottobre 1969), i fratelli Vincenzo Notturno (Napoli, 25 agosto 1977) e Gennaro Notturno (Napoli, 6 febbraio 1971), Arcangelo Abete (Napoli, 6 ottobre 1969), arrestato il 23 novembre 2011, i fratelli Vincenzo Pariante (Napoli, 8 febbraio 1952) e Rosario Pariante (1956), Raffaele Amato (Napoli, 16 novembre 1965), detto 'o Lello, narcotrafficante internazionale arrestato poi in Spagna; Gennaro Marino (Napoli, 24 ottobre 1969), detto Genny McKay, influente a Scampia ed ex-fedelissimo di Paolo Di Lauro (Napoli, 26 agosto 1953); Giacomo Migliaccio (Napoli, 29 giugno 1959), di Mugnano; Raffaele Abbinante (Marano di Napoli, 15 agosto 1950), di Marano di Napoli; Biagio Esposito (Napoli, 6 dicembre 1972), di Secondigliano.
Tra le vittime del conflitto vi sono gli uomini del clan e i loro avversari, ma anche familiari più o meno prossimi e diverse vittime innocenti. È una sorta di strategia quella dei gruppi in guerra: colpire gli innocenti per costringere gli avversari che si sono nascosti ad uscire allo scoperto; questa strategia sanguinaria era già stata adottata nel periodo della guerra tra la Nuova Camorra Organizzata di Raffaele Cutolo e i gruppi della Nuova Famiglia. Inoltre decine sono stati i ferimenti, gli attentati dinamitardi contro i locali e le abitazioni di affiliati o semplici simpatizzanti a l'una o all'altra cosca. Nel nome di Paolo Di Lauro oppure dei cosiddetti scissionisti, si spara nelle piazze, nei locali, addirittura all'interno delle stesse abitazioni degli affiliati dove i killer entrano per eliminare i nemici.

## Cronologia degli eventi
- 16 aprile 2003: Omicidio di Giuseppe Marra, di 29 anni, fu accusato di aver venduto una partita di 10 chili di droga, tipo kobrett, di scarsa qualità e che non poteva essere immessa sul mercato. Gli assassini di Marra sono tutti e tre esponenti del clan Di Lauro: Antonio Pica, 31 anni, Antonio Prestieri, 29 anni e Salvatore Esposito, 28 anni.
- 28 luglio 2003: Omicidio di Domenico Fulchignoni, che era in procinto di diventare genero di Pasquale Salomone, esponente del clan Licciardi, a Fulchignoni costò cara una frase rivolta nei confronti di Nunzio Di Lauro. “Nun si nisciuno” – avrebbe urlato Fulchignoni nel corso di un'accesa discussione con il figlio di Ciruzzo "il Milionario", ancora minorenne all’epoca dei fatti. Il ras dei Licciardi quando si presentò 'mmiezz'a ll’Arco non immaginava minimamente di poter essere freddato dalla risposta di Cosimino. Salomone era lì per chiedere l’autorizzazione a ‘fare il morto’. Voleva vendicare l’uccisione di suo genero con l’eliminazione del colpevole: un uomo dei Di Lauro. Uno degli infiniti uomini all’epoca al servizio di Ciruzzo il Milionario, ma ad ammazzare l’aspirante genero di Salomone, Domenico Fulchignoni, non era stato uno qualunque in quel caldo 28 luglio 2003. Cosimo Di Lauro non esitò a svelare il nome del killer e lo fece con la sicurezza e la spavalderia che ha contraddistinto la sua storia criminale. “Vuoi ammazzare il killer di tuo genero? – riferì Di Lauro a Salomone – Vai, sta giù al portone. Lo trovi là, ad ammazzare Fulchignoni è stato mio fratello Nunzio.
- 7 ottobre 2003: Omicidio di Massimo Mele, killer dei Di Lauro.
- 22 gennaio 2004: duplice omicidio di Raffaele Duro e Salvatore Panico. I responsabili di tale omicidio furono i Di Lauro perché le vittime erano i referenti di Mugnano per la scissione, messa in atto da Raffaele Amato.
- 3 febbraio 2004: tentato omicidio di Federico Bizzarro e del nipote Luca Mascia.
- 22 marzo 2004: omicidio di Francesco Giannino, importante membro del clan Di Lauro e braccio destro di Cosimo Di Lauro. Ad ucciderlo fu Vincenzo Notturno.
- 24 marzo 2004: omicidio di Paolo Fabbricini.
- 14 aprile 2004: omicidio di Raffaele Carriola.
- 26 aprile 2004: omicidio di Federico Bizzarro. I responsabili di tale omicidio furono i Di Lauro, mentre l'esecutore materiale fu Arcangelo Abete, che continuò a commettere omicidi per i Di Lauro anche quando c’era la scissione.
- 6 agosto 2004: omicidio di Vincenzo Arciello. Fu ucciso per un debito di droga.
- 2 settembre 2004: omicidio di Mariano Nocera, soggetto legato a Francesco Abbinante. È morto a causa dell'omicidio di Vincenzo Arciello che egli stesso ha commesso.
- 4 settembre 2004: omicidio di Gaetano Alterio.
- 21 settembre 2004: ferimento di Salvatore Chiarello detto 'o Boxer, persona vicina al clan Bizzarro e fedele a questi.
- 28 settembre 2004: omicidio di Antonio Siviero.
- 29 settembre 2004: omicidio di Luigi Aliberti, 30 anni, referente di tutte le piazze di spaccio dei Di Lauro e gestore di un'importante piazza nella vela gialla.
- 28 ottobre 2004: duplice omicidio di Fulvio Montanino (Cercola, 1º agosto 1974 - 28 ottobre 2004) e Claudio Salierno (Napoli, 10 maggio 1964 - 28 ottobre 2004). L’omicidio di Fulvio Montanino e di Claudio Salierno aprì uno squarcio irreparabile nella camorra secondiglianese eppure inizialmente neanche i Di Lauro si resero bene conto di chi fossero i nemici. A raccontare questo inedito retroscena è stato Pasquale Riccio: «Dopo l’omicidio mi recai 'mmiezz'a ll’Arco nel biliardo dove si riunivano (i Di Lauro) e lì incontrai Giovanni Cortese ‘o Cavallaro per capire cosa stesse succedendo». Il racconto poi prosegue con l’entrata in scena di Ciro Di Lauro che raccontò allo stesso Riccio e a Giovanni Piana che la sua famiglia stava facendo indagini per capire se l’omicidio di Montanino (braccio destro e ‘fedelissimo’ di Cosimo Di Lauro) era dovuto a Raffaele Amato oppure ai Licciardi, per vendicare l’omicidio di Domenico Fulchignoni». All’inizio dunque il gruppo di via Cupa dell’Arco non credeva ad un attacco degli scissionisti ma pensava invece ad una risposta dei Licciardi all’omicidio di Fulchignoni. «So che l’autore è Nunzio Di Lauro. Il padre della fidanzata della vittima si presentò a casa di Cosimo e chiese soddisfazione perché suo genero non doveva morire. Lui disse che era stato il fratello e che stava già al portone e se voleva soddisfazione doveva uccidere lui. Così andò via». Salomone era un personaggio di spessore della camorra di Secondigliano e quello fu un vero e proprio affronto al clan. Per questo in primo momento i Di Lauro fecero indagini. Poi si capì che i killer erano invece gli scissionisti».
- 30 ottobre 2004: omicidio di Gaetano De Pasquale.
- 30 ottobre 2004: ferimento di Salvatore De Magistris (Napoli, 14 gennaio 1942 - 29 novembre 2004), pregiudicato e anziano patrigno del killer scissionista Biagio Esposito.
- 31 ottobre 2004: ferimento di Vittorio Buono, in quei giorni aveva denunciato la scomparsa di Gaetano De Pasquale, imparentato con Cosimo Di Lauro (cugino di quest'ultimo e nipote di Paolo Di Lauro).
- 2 novembre 2004: omicidio di Massimo Galdiero (Villaricca, 29 aprile 1971 - 2 novembre 2004).
- 4 novembre 2004: ferimento di Marco Manganiello, nipote di Gennaro Marino (22 ottobre 1969), esponente di spicco degli scissionisti, oltre che mandante ed autore materiale della morte di Fulvio Montanino.
- 6 novembre 2004: omicidio di Antonio Landieri (Napoli, 26 giugno 1979 - 6 novembre 2004).
- 9 novembre 2004: triplice omicidio di Mario Maisto (Napoli, 29 giugno 1973 - 9 novembre 2004), Stefano Maisto (Napoli, 24 novembre 1982 - 9 novembre 2004) e Stefano Mauriello (Napoli, 25 febbraio 1973 - 9 novembre 2004).
- 20 novembre 2004: omicidio di Biagio Migliaccio (Napoli, 10 luglio 1970 - 20 novembre 2004).
- 20 novembre 2004: omicidio di Gennaro Emolo (Napoli, 23 settembre 1948 - 20 novembre 2004), pregiudicato e padre di Ferdinando Emolo (Napoli, 14 febbraio 1980), esponente di spicco e killer dei Di Lauro, quest'omicidio rappresentava una ritorsione nei confronti del figlio Ferdinando in quanto quest'ultimo avrebbe partecipato all'agguato in cui perì Giacomo Migliaccio.
- 21 novembre 2004: omicidio di Salvatore Gagliardi (Napoli, 9 giugno 1947 - 21 novembre 2004).
- 21 novembre 2004: omicidio di Domenico Riccio (Napoli, 18 ottobre 1955 - 21 novembre 2004).
- 21 novembre 2004: omicidio di Francesco Tortora (Napoli, 15 marzo 1947 - 21 novembre 2004), pregiudicato.
- 21 novembre 2004: omicidio di Gelsomina Verde (Napoli, 5 dicembre 1982 - 21 novembre 2004), incensurata.
- 24 novembre 2004: omicidio di Salvatore Abbinante (Napoli, 9 giugno 1973 - 24 novembre 2004), pregiudicato affiliato al clan Abbinante.
- 25 novembre 2004: omicidio di Antonio Esposito, (Napoli, 4 aprile 1944 - 25 novembre 2004), incensurato.
- 27 novembre 2004: omicidio di Giuseppe Bencivenga (Napoli, 5 febbraio 1974 - 27 novembre 2004), pregiudicato.
- 28 novembre 2004: omicidio di Massimiliano De Felice (Napoli, 23 maggio 1974 - 28 novembre 2004), pregiudicato. Il pentito Gennaro Notturno ha raccontato i dettagli dell’omicidio di De Felice ucciso perché cognato di Guido Abbinante, boss dell’omonimo clan. L’assassino è stato Nicola Todisco affiliato ai Prestieri, in particolare ad Antonio Pica per il quale gestiva una piazza di spaccio. Pica e Prestieri sono stati convinti dai Di Lauro ad organizzare l’agguato.
- 29 novembre 2004: omicidio di Salvatore De Magistris (Napoli, 14 gennaio 1942 - 29 novembre 2004), pregiudicato e anziano patrigno del killer scissionista Biagio Esposito. Venne ferito il 30 ottobre in piazza Zanardelli e morirà quasi un mese dopo a seguito delle percosse subite. Ad ucciderlo furono gli uomini dei Di Lauro (Antonio Mennetta e Nunzio Di Lauro) che dopo averlo picchiato gli passarono sopra con le motociclette.
- 3 dicembre 2004: in Casavatore (NA), ignoti, mediante liquido infiammabile, incendiano la cornetteria «Black & White», il cui titolare è nipote di Cesare Pagano, esponente di spicco del gruppo scissionista.
- 4 dicembre 2004: ignoti incendiano il cancello di ingresso e alcune serrande esterne della villa bunker di proprietà di Gennaro Marino, affiliato alla fazione degli scissionisti del clan Di Lauro.
- 5 dicembre 2004: omicidio di Enrico Mazzarella (Bacoli, 20 gennaio 1957 - 5 dicembre 2004), titolare di un ristorante, considerato il braccio destro del boss Rosario Pariante (classe 1956). Alla fine del 2004 durante la faida di Scampia il boss, agli arresti, cambia schieramento passando dalla parte degli scissionisti, questa mossa procura l'uccisione di Enrico Mazzarella (Bacoli, 20 gennaio 1957 - 5 dicembre 2004).
- 6 dicembre 2004: omicidio di Dario Scherillo (Napoli, 30 marzo 1978 – Casavatore, 6 dicembre 2004) incensurato e vittima innocente della camorra.

Il 7 dicembre 2004 avviene un maxi blitz che passerà alla storia come la "notte delle manette". In Napoli e provincia, personale della Polizia di Stato e dell'Arma dei Carabinieri esegue 52 provvedimenti di fermo di indiziato di delitto emessi nei confronti di altrettanti indagati, affiliati al clan Di Lauro ed al gruppo dei cosiddetti scissionisti, che debbono rispondere a vario titolo di associazione per delinquere di tipo mafioso, omicidio, violazione delle leggi sulle armi, rapina, estorsione, ricettazione, incendio ed altro. Tra questi c'è anche Ciro Di Lauro (Napoli, 29 maggio 1978), figlio del boss Paolo Di Lauro, capo di una delle fazioni protagoniste della faida, mentre il fratello Marco riuscirà a sfuggire al blitz e inizierà la sua latitanza, la quale terminerà con un blitz coadiuvato dalle forze di polizia e Arma dei Carabinieri nell’appartamento a Via Emilio Scaglione, nel quartiere di Chiaiano, intorno alle prime ore del pomeriggio e del giorno 2 marzo 2019.
- 7 dicembre 2004: ignoti tentano di incendiare un esercizio commerciale di «autorivendita ed autoricambi per auto», il cui titolare è cugino di Giacomo Migliaccio, elemento di spicco della fazione degli scissionisti del clan Di Lauro. L'attentato non viene portato a termine per il sopraggiungere di una pattuglia della Polizia di Stato.
- 10 dicembre 2004: omicidio di Giovandomenico Piscopo (Napoli, 1º gennaio 1982 - Melito di Napoli, 10 dicembre 2004), pregiudicato.
- 11 dicembre 2004: omicidio di Antonio De Luise (Napoli, 1º settembre 1984 - Napoli, 11 dicembre 2004), pregiudicato affiliato al clan Di Lauro. Ricopriva il ruolo di sentinella.
- 11 dicembre 2004: omicidio di Massimo Marino (Napoli, 16 gennaio 1967 - 11 dicembre 2004), pregiudicato affiliato agli scissionisti e cugino di Gennaro Marino.
- 18 dicembre 2004: omicidio di Pasquale Galasso (Napoli, 17 novembre 1954 - 18 dicembre 2004), pregiudicato affiliato al clan Di Lauro. Galasso è stato ucciso per un duplice motivo: uno è relativo ad un debito di 2.000 euro, il secondo riguarda l’acquisto di una casa utilizzata dai Prestieri come base logistica. Galasso è morto in un biliardo mentre era ad un tavolo da gioco è stato ucciso “con le carte in mano“.
- 20 dicembre 2004: omicidio di Vincenzo Iorio (Napoli, 19 novembre 1954 - 20 dicembre 2004), pregiudicato affiliato agli scissionisti.
- 24 dicembre 2004: omicidio di Giuseppe Pezzella (Napoli, 4 giugno 1969 - 24 dicembre 2004).
- 27 dicembre 2004: omicidio di Emanuele Leone (Napoli, 6 agosto 1983 - 27 dicembre 2004), pregiudicato affiliato al clan Di Lauro.
- 30 dicembre 2004: omicidio di Antonio Scafuro (Nola, 12 dicembre 1958 - 30 dicembre 2004), incensurato.
- 2 gennaio 2005: omicidio di Salvatore Barra (Napoli, 8 gennaio 1966 - 2 gennaio 2005), affiliato al clan Di Lauro.
- 2 gennaio 2005: omicidio di Crescenzo Marino (Napoli, 25 settembre 1934 - 2 gennaio 2005), pregiudicato e padre degli scissionisti Gaetano, Gennaro e Angelo.
- 4 gennaio 2005: omicidio di Giovanni Urzini (Napoli, 26 dicembre 1965 - 4 gennaio 2005), pregiudicato facente parte del clan Di Lauro.
- 15 gennaio 2005: omicidio di Carmela Attrice (Arzano, 1º marzo 1957 - 15 gennaio 2005), pregiudicata, era la madre di Francesco Barone, ritenuto dagli investigatori uno "scissionista".
- 19 gennaio 2005: omicidio di Pasquale Paladini, 45 anni, pregiudicato per reati legati allo spaccio di stupefacenti.
- 21 gennaio 2005: omicidio di Giulio Ruggiero (Napoli, 13 gennaio 1981 - 21 gennaio 2005), pregiudicato affiliato al clan Di Lauro[7].
- 24 gennaio 2005: omicidio di Attilio Romanò (Napoli, 30 marzo 1975 - 24 gennaio 2005), incensurato, vittima della camorra, il reale obiettivo dei killer era Salvatore De Luise, il nipote dei boss Vincenzo e Rosario Pariante. Per questo omicidio è stato condannato all'ergastolo Cosimo Di Lauro, mentre l'altro fratello Marco Di Lauro è stato assolto.
- 29 gennaio 2005: omicidio di Vincenzo De Gennaro (Napoli, 15 aprile 1983 - 29 gennaio 2005), pregiudicato affiliato agli scissionisti.
- 31 gennaio 2005: omicidio di Vittorio Bevilacqua (Napoli, 14 settembre 1941 - 31 gennaio 2005).
- 31 gennaio 2005: triplice omicidio di Giovanni Orabona (Casavatore, 12 agosto 1981 - 31 gennaio 2005), pregiudicato affiliato al clan Ferone (clan vicino ai Di Lauro), Antonio Patrizio (Casavatore, 26 settembre 1979 - 31 gennaio 2005), pregiudicato affiliato al clan Ferone (clan vicino ai Di Lauro) e Giuseppe Pizzone (Casavatore, 4 luglio 1979 - 31 gennaio 2005), pregiudicato affiliato al clan Ferone (clan vicino ai Di Lauro).
- 5 febbraio 2005: omicidio di Angelo Romano (Napoli, 1º maggio 1978 - 5 febbraio 2005), pregiudicato.
- 24 febbraio 2005: omicidio di Salvatore Dell'Oioio (Napoli, 2 giugno 1977 - 24 febbraio 2005), pregiudicato affiliato agli scissionisti.
- 31 marzo 2005: omicidio di Davide Chiarolanza (Napoli, 27 aprile 1981 - 31 marzo 2005), affiliato agli scissionisti.
- 6 aprile 2005: omicidio di Antonio Russo (Napoli, 20 giugno 1977 - 6 aprile 2005), pregiudicato.
- 9 maggio 2005: omicidio di Luigi Barretta (Aversa, 16 dicembre 1983 - 9 maggio 2005).
- 23 maggio 2005: omicidio di Renato Crimaldi.
- 9 settembre 2005: omicidio di Giuseppe Pezzurro.
- 22 settembre 2005: omicidio di Eduardo La Monica.

Alla fine del 2005, il clan Di Lauro fu decimato e disorganizzato, privato non solo di Paolo Di Lauro, arrestato il 16 settembre dello stesso anno, ma anche dei suoi figli maggiori, detenuti (Cosimo arrestato il 21 gennaio 2005, Vincenzo in carcere dall'aprile 2004, Ciro arrestato il 7 dicembre 2004 giorno passato alla storia come "la notte delle manette", la stessa in cui suo fratello Marco si rese latitante e infine Salvatore arrestato l'8 febbraio 2006 a 18 anni e un giorno) o costretti a vivere in clandestinità (Marco poi Nunzio). Ma la faida continuò nel 2006 e nel 2007, con gli omicidi, spesso in pieno giorno e in mezzo alla folla, di elementi del clan di Lauro, seguaci fedeli come:
- 6 marzo 2006: omicidio di Carmine Amoruso.
- 21 marzo 2006: duplice omicidio di Ciro Fabricino e Ciro Fontanarosa.
- 3 giugno 2006: duplice omicidio dei fratelli Ciro e Domenico Girardi.
- 28 ottobre 2006: omicidio di Patrizia Marino.
- 14 marzo 2007: duplice omicidio di Giuseppe Pica e Francesco Cardillo.
- 21 marzo 2007: omicidio di Lucio De Lucia.
- 31 maggio 2007: omicidio di Patrizio De Vitale.
- 1º giugno 2007: omicidio di Antonio Silvestri.
- 12 giugno 2007: duplice omicidio di Angelo Esposito, 35 anni, e Vincenzo Vitale, 30 anni. Sono considerati Scissionisti dagli investigatori, ma a quattro giorni dal duplice omicidio la pista imboccata non conduce alla faida di Scampia. Movente: una donna contesa. Una delle vittime, infatti - Vincenzo Vitale - era sospettata di un omicidio precedente l'inizio della faida. Movente passionale. Da allora era andato via da Napoli Nord e si era trasferito in provincia di Benevento. Solo una persona sapeva dove trovarlo: Angelo Esposito, l'altra vittima. Che avrebbe confidato a qualcuno che stava andando a trovare Vitale. Seguito e ucciso con lui. Una condanna a morte voluta all' interno del clan degli Scissionisti e che finisce nell'elenco dei morti ammazzati per la faida. Ma è tutt' altra storia.
- 13 giugno 2007: omicidio di Luigi Giannino (Napoli, 24 maggio 1987 - 13 giugno 2007), pregiudicato. Fu ucciso mentre era in compagnia di Ciro Vallinotti (Napoli, 27 luglio 1976), incensurato, quest'ultimo sarebbe rimasto gravemente ferito nell'agguato. Sia Giannino che Vallinotti, già organici al clan Di Lauro, sembrerebbero essere transitati di recente nelle file degli Scissionisti Amato–Pagano, dopo gli omicidi di Giuseppe Pica e Francesco Cardillo.
- 10 agosto 2007: omicidio di Nunzio Cangiano (Napoli, 13 maggio 1961 - 10 agosto 2007). Secondo la locale Direzione Distrettuale Antimafia ucciso come risposta del clan Di Lauro all’omicidio di Silvestro Antonio, avvenuto il primo giugno scorso nel cuore del Rione 'Terzo Mondo', il cui autore era ritenuto proprio Nunzio Cangiano, da poco dissociatosi dai Di Lauro e transitato nelle file degli Scissionisti. Fu un agguato efferato con l'uomo che venne ammazzato davanti alla moglie e al figlioletto. Durante le indagini e il successivo processo il bambino prima riconobbe il killer e poi ritrattò. A causa di «eccezionale forza intimidatrice esterna» che chiuse la bocca ai due supertestimoni dell'omicidio del Magic World come scrisse la Corte d'Assise nelle motivazioni della sentenza di condanna in primo grado all'ergastolo di Mario Buono, 25 anni, soprannominato "topolino", imputato come esecutore materiale del delitto commesso. Il ragazzino aveva anche indicato Buono come uno dei killer. Ma al processo è cambiato tutto. E alla base del dietrofront, pressioni ritenute dai giudici idonee «a piegare l'aspirazione alla punizione del colpevole». Anche nel caso dell'omicidio di Cangiano, il parco acquatico fu solo luogo dell'agguato, ma estraneo alla faida scoppiata per la gestione degli stupefacenti nelle periferie a Nord di Napoli che vide il gruppo di scissionisti ribellarsi al clan dei Di Lauro. Questo almeno stando a una prima ricostruzione fatta dagli inquirenti, in seguito si scoprì grazie al collaboratore di giustizia Carlo Capasso (1988) che l'omicidio di Cangiano fu una risposta all'omicidio Silvestri avvenuto il 1º giugno del 2007 per mano di Nunzio Cangiano e un’altra persona che ammazzarono Antonio Silvestri. “Cangiano, dopo questo delitto si mise con gli Amato-Pagano. Per questa cosa Marco Di Lauro ci convocò sulla casa di Gennaro Vizzaccaro e diceva che Cangiano doveva essere ammazzato. Egli diceva che questa cosa non gli andava giù perché Cangiano era ancora un nostro affiliato quando fece l’omicidio di Silvestri, che era pure uno dei nostri, e per questa cosa non ci dormiva la notte”.
- 17 settembre 2007: omicidio di Gennaro Nitrone 'o Nonnetto, ritenuto affiliato agli scissionisti.
- 25 settembre 2007: omicidio di Salvatore Ferrara. Il 25 settembre 2007, a Secondigliano, è stato assassinato Ferrara Salvatore, pluripregiudicato, già ritenuto affiliato ai Di Lauro, mentre sono rimasti feriti De Lucia Ugo (incensurato, ma figlio di Sergio, ritenuto esponente di spicco dell’omonima famiglia legata ai Di Lauro e cugino omonimo del killer che nel 2004 uccise Gelsomina Verde) ed il figlio del titolare del bar, luogo dell’evento.
- 25 settembre 2007: omicidio di Luigi Magnetti (Napoli, 16 settembre 1986 - 25 settembre 2007), ritenuto intraneo agli scissionisti.
- 27 settembre 2007: omicidio di Giovanni Moccia (Napoli, 12 dicembre 1976 - 27 settembre 2007), incensurato, ma ritenuto uomo di fiducia della famiglia Abbinante di Marano (operante nel settore degli stupefacenti), legata agli Scissionsti.
- 19 dicembre 2007: omicidio di Giuseppe Moliterno (Napoli, 27 marzo 1984 - 19 dicembre 2007), pregiudicato ritenuto affiliato al clan degli scissionisti. Fu assassinato in via cupa cardone a Scampia.

Nel 2008, la faida continua seppure in misura minore, ma gli scissionisti sembrano voler sradicare completamente i Di Lauro, per quanto questi ultimi siano molto ridimensionati, infatti controllano solo un negozio di droga (piazza di droga) con circa 5000 € al giorno, situato in un quartiere popolare ad alto tasso camorristico, il "Rione dei Fiori", soprannominato "Il Terzo Mondo" a causa della sua dilapidazione.
- 4 gennaio 2008: omicidio di Eugenio Nardi, aveva 42 anni ed era un pregiudicato. La vittima si trovava a bordo della propria auto e stava percorrendo via Nuova del Tempio quando sono arrivati i due sicari che lo hanno ucciso con almeno 10 colpi di pistola.
- 25 gennaio 2008: omicidio di Vittorio Iodice.
- 31 gennaio 2008: omicidio di Ciro Reparato. Si tratta dell’uccisione di un fedelissimo di Antonio Di Lauro, nonché zio di Carlo Capasso (oggi collaboratore di giustizia). La sua eliminazione fu decretata dai vertici di due clan alleati, i Sacco-Bocchetti e gli Amato-Pagano. I destinatari del provvedimento sono, quali mandanti, Cesare Pagano e Raffaele Amato (nei cui confronti la misura non viene ancora eseguita perché si attende la procedura di estradizione suppletiva dopo l’arresto del 2009 in Spagna) e, come esecutori materiali, Oreste Sparano (killer degli Amato-Pagano) e Costanzo Apice (sicario dei Sacco-Bocchetti). Risultano inoltre indagati, ma non destinatari in quanto collaboratori di giustizia, Antonio Zaccaro e Biagio Esposito.
- 9 febbraio 2008: omicidio di Carmine Fusco.
- 22 febbraio 2008: omicidio di Sergio De Lucia.
- 13 marzo 2008: omicidio di Antonio Orefice.
- 14 aprile 2008: omicidio di Salvatore Cipolletta, 36 anni, storico affiliato degli scissionisti (Amato-Pagano), era considerato un boss, fu ucciso con tre colpi di pistola alla nuca e alla schiena, mentre usciva da un parco al Lotto G di via Labriola. Il 26 novembre 2010 Biagio Epsosito ammise di aver commesso personalmente quell'omicidio insieme a Carmine Calzone su ordine di Cesare Pagano.
- 6 agosto 2008: omicidio di Ciro Maisto. Maisto era uno che contava a Secondigliano, uno dei colonnelli dei figli di Ciruzzo ‘o Milionario. Fu raggiunto da quattro colpi di pistola (tre alla testa e uno al torace) in via Misteri di Parigi nel ‘cuore’ del Rione dei Fiori. Un appuntamento con la morte: sì perché il ras doveva incontrarsi con qualcuno, qualcuno che, come ebbero a dire allora gli inquirenti, lo aveva venduto agli Amato-Pagano. Gli investigatori videro confermare le loro ipotesi dal controllo dei tabulati telefonici del 28enne ascoltando a lungo le telefonate dei suoi familiari, per capire chi gli abbia dato l’appuntamento. Ciro Maisto non era legato a Stefano e Mario Maisto, assassinati insieme con Mario Mauriello il 9 novembre del 2004 e fatti trovare nella discarica del campo rom di Scampia. Anzi, era un ‘dilauriano’ di ferro che era finito nella black list degli scissionisti. Secondo le informative delle forze dell’ordine di allora Maisto aveva preso il posto del boss Giuseppe Pica, ammazzato il 14 marzo del 2007, nella gestione della piazza del Rione dei Fiori.
- 8 ottobre 2008: omicidio di Gennaro Cesareo, 39 anni, residente nel vicino Rione Don Guanella, con piccoli precedenti penali, sembra non fosse affiliato a nessun clan. È morto sul colpo. Era a bordo della sua Panda, ferma sul ciglio della strada. I sicari gli hanno sparato un colpo alla testa: una vera e propria esecuzione.
- 23 dicembre 2008: omicidio di Carmine Guerriero, 26 anni, soprannominato «Ronaldo», era un ex affiliato al clan Prestieri di Secondigliano, poi era passato nelle file degli «scissionisti», usciti dal clan Di Lauro. Considerato un personaggio di «medio calibro» dagli investigatori, Guerriero aveva numerosi precedenti penali ed attualmente era latitante. Nei suoi confronti erano state emesse due ordinanze di custodia, una delle quali per omicidio.
- 29 dicembre 2008: omicidio di Antonio Pitirollo. Pitirollo era il nipote della madre di Ugo De Lucia. Antonio Pitirollo era sfuggito ai killer l'11 gennaio di quell'anno durante un altro agguato.

### Ottobre 2004
Si ritiene che la faida sia iniziata con il delitto di Fulvio Montanino e Claudio Salerno, a opera degli “scissionisti”, il 28 ottobre del 2004.. È questo, secondo la ricostruzione del pentito Pietro Esposito, il primo atto della faida tra il clan Di Lauro e il gruppo degli scissionisti.

### Novembre 2004
Il 2 novembre 2004 vengono gravemente feriti, al confine tra Arzano e Secondigliano, tre Marescialli dei Carabinieri in borghese perché scambiati per componenti di una fazione rivale. Il 6 novembre viene ucciso Antonio Landieri, ragazzo con disabilità venticinquenne freddato per errore ai "Sette Palazzi" di Scampia. Insieme a lui vengono feriti 5 suoi amici, probabilmente scambiati per un gruppo rivale. Il 9 novembre vengono trovati tre cadaveri all'interno di una macchina a Scampia. Il 20 novembre viene ucciso Biagio Migliaccio, cugino di un affiliato degli scissionisti. Dopo poche ore la vendetta: viene ucciso un fruttivendolo, padre di un giovane affiliato ai Di Lauro. Il giorno dopo altri tre omicidi, tra cui quello di Domenico Riccio, proprietario di una tabaccheria che si trovava nelle vicinanze di uno degli obiettivi dei killer. Il 22 novembre viene torturata, uccisa e poi bruciata Gelsomina Verde, estranea agli ambienti malavitosi, che aveva l'unica colpa di non sapere dove si trovasse l'ex fidanzato affiliato agli scissionisti. Il giorno dopo vengono arrestati sette scissionisti, armati di tutto punto, nel corso di una riunione tesa ad organizzare la vendetta per la morte della ragazza (in questa occasione viene arrestato anche il boss Gennaro Marino). Arrestato anche Pietro Esposito, coinvolto nell'omicidio Verde.

### Dicembre 2004
Il 5 dicembre viene ucciso a Bacoli il proprietario di un ristorante perché parente di uno dei boss passato con gli scissionisti. Il 7 dicembre, alle quattro del mattino, mille uomini delle forze dell'ordine circondano Scampia e Secondigliano catturando decine di persone (51 ordinanze di custodia, in sette erano già in carcere, 14 furono irreperibili). Alcune donne del Rione "Terzo Mondo" nel quartiere di Secondigliano scendono per strada e cercano di aggredire Poliziotti, Carabinieri 
e Finanzieri. Il 6 dicembre dopo viene ucciso a Casavatore Dario Scherillo incensurato, per uno scambio di persona. Nella stessa giornata si registrano ben 5 incendi dolosi ai danni di attività ed abitazioni di scissionisti. L'11 dicembre viene ucciso Massimo Marino, cugino innocente di Gennaro "McKay" Marino, risposta all'omicidio di una sentinella dei Di Lauro. Il 24 dicembre, alla vigilia di Natale, viene ucciso a Casavatore il nipote di un commerciante vicino agli scissionisti. Il 27 viene ucciso un ventunenne appena ritornato da Padova. Il 30 dicembre viene ucciso il parente di un boss del clan Ferone di Casavatore, alleato con i Di Lauro.

### Gennaio 2005
Il 2 gennaio 2005, nel corso della visita del presidente Carlo Azeglio Ciampi a Napoli, avvengono altri tre omicidi di camorra, di cui due legati alla faida di Scampia: quello di Crescenzo Marino, padre di Gennaro "McKay" Marino, e quello di un uomo considerato vicino al clan Di Lauro, ucciso all'interno di un bar. Il 15 gennaio viene uccisa Carmela Attrice, madre di uno scissionista, invitata più volte a lasciare la sua abitazione. Il 21 gennaio viene arrestato al Rione dei Fiori Cosimo Di Lauro, il figlio del boss. L'operazione risulta difficile e lunga perché al momento della cattura molte donne scendono in strada e scagliano oggetti contro le forze dell'ordine. Quella stessa sera si odono fuochi d'artificio fatti brillare a Secondigliano come festeggiamento da parte degli scissionisti per la cattura del nemico. In serata, inoltre, viene trovato decapitato e carbonizzato il corpo di una persona considerata dagli inquirenti vicina ai Di Lauro. Il 24 gennaio un'altra vittima innocente: viene ucciso Attilio Romanò, scambiato per il titolare del negozio dove lavorava imparentato con il boss Rosario Pariante della fazione scissionista. Il 29 gennaio viene ucciso un uomo e ferito gravemente il nipote tredicenne. Il 31 gennaio viene ucciso, davanti alla moglie, il padre di uno scissionista.

### Febbraio 2005
Il 1º febbraio vengono uccisi a Casavatore, in un triplice agguato, tre personaggi vicini al clan Ferone, alleato dei Di Lauro. Il 19 febbraio altro blitz ai danni degli scissionisti: arrestati sei affiliati. Il 27 febbraio viene arrestato a Barcellona Raffaele Amato, capo degli "spagnoli".

### La fine del conflitto
Dopo un lungo periodo di inquietudine sociale le forze dell'ordine compiono una serie di importanti arresti e nuovi blitz, tra cui ai danni dei Di Lauro del 3 marzo 2005, che coinvolse scissionisti e uomini del clan. Il più importante tra gli arresti avvenne poi il 16 settembre 2005 in un appartamento di via Canonico Cosimo Stornaiuolo 16 a Secondigliano, a poca distanza da via Cupa dell'Arco, il "regno" della cosca dei Di Lauro: venne catturato il boss Paolo Di Lauro. Gli investigatori seguirono una donna che fungeva da vivandiera e badante, sulla base di un input acquisito da una fonte confidenziale dagli agenti del SISDE. Quindici giorni dopo, in un'aula di tribunale, Paolo Di Lauro baciò Vincenzo Pariante, boss degli "scissionisti"; gli inquirenti interpretarono quel gesto come un segnale all'esterno che la guerra era finita. Nonostante la diminuzione del numero dei delitti, colpi di coda della faida si sono verificati fino al 2007 inoltrato, tra cui l'omicidio a Secondigliano di Lucio De Lucia, padre di Ugo, accusato dell'omicidio di Gelsomina Verde.
Il traffico di stupefacenti, tuttavia, non si è mai fermato tra le vele di Scampia e nelle piazze di Secondigliano perché costituisce un affare da milioni di euro superiore alle ragioni che hanno mosso la faida camorristica, così come continuano i crimini, gli arresti e le operazioni quotidiane delle forze dell'ordine a Scampia, a Secondigliano e in tutto il territorio a nord di Napoli.
Il 30 dicembre 2013 viene arrestato Angelo Marino (Napoli, 23 novembre 1972) accusato di associazione a delinquere di stampo mafioso e del duplice omicidio di Fulvio Montanino e Claudio Salerno, che diede inizio alla faida.

## Scambi di persona
La faida ha provocato oltre settanta morti, molti dei quali non erano veri e propri affiliati ai clan protagonisti della guerra ma semplici fiancheggiatori o addirittura persone innocenti prese di mira perché parenti o conoscenti di affiliati. Tre persone furono uccise per errore:
- Dario Scherillo, ucciso a 26 anni il 6 dicembre 2004, per errore, perché scambiato per un altro[23].
- Attilio Romanò, ucciso a 29 anni il 24 gennaio 2005, per errore, perché scambiato per un altro[24].
- Antonio Landieri, disabile, ucciso per errore a 25 anni il 6 novembre 2004, mentre si trovava ad un circoletto nei pressi dei Sette Palazzi, nell'agguato furono feriti altri 5 giovani, anch'essi incensurati, che erano con lui[25].